# Castenaso
Castenaso (emilián nyelven Castnèṡ) település Olaszországban, Emilia-Romagna régióban, Bologna megyében. Lakosainak száma 16 145 fő (2023. január 1.). Castenaso Bologna, Budrio, Granarolo dell’Emilia, Ozzano dell’Emilia és San Lazzaro di Savena községekkel határos.

## Népesség
A település lakossága az elmúlt években az alábbi módon változott:
| Lakosok száma | 15 191 | 15 363 | 16 145 |
|               | 2017   | 2018   | 2023   |